# Festival de Música Andina Mono Núñez
El Festival de Música Andina Mono Núñez es un certamen musical anualmente organizado en Ginebra, municipio del Valle del Cauca (Colombia) en el mes de junio. Organizado desde 1975, es el evento de música andina, bambuco, pasillo colombiano  más importante del país, y uno de los más importantes de su género en Latinoamérica. Congrega a los principales compositores e intérpretes de este género musical. El evento principal es el Concurso de Música Andina, que se ha convertido en plataforma de artistas a nivel internacional, llegando varios de ellos a ser nominados a premios Grammy Latinos., El Festival se programa para la festividad de la Ascensión del Señor que según el cálculo de la fecha de pascua cristiana da lugar a finales del mes de mayo o principios de junio.

## Historia
El Festival inició como un concurso de música vernácula (como entonces se conocía la música andina colombiana) por iniciativa de personas oriundas del municipio. Para su primera edición convocaron como jurados a importantes figuras de la música folclórica nacional, entre ellas a José Alejandro Morales. El primer concurso, realizado en 1975 tuvo buena acogida popular, lo que motivó a los gestores a crear la fundación que se encargaría de organizar anualmente el concurso. Igualmente se decidió bautizarlo con el nombre de 'Mono Núñez' en honor a Benigno Núñez, compositor y músico oriundo del pueblo, reconocido a nivel nacional por su manejo de la bandola, y llamado cariñosamente 'El Mono'. El artista, integrando el trío 'Tres Generaciones' daba inicio al concurso hasta el año de 1991, cuando falleció a los 94 años de edad.
Los cuatro  primeros eventos fueron realizados en el aula máxima de la Institución Educativa Inmaculada Concepción, pero ante la acogida que tuvo el evento en el año de 1979 se cambió al Teatro San Jorge, en el parque principal del municipio y dos años después se movió a un escenario para 2.000 personas con la adaptación del coliseo deportivo, el cual también se quedó pequeño en 1986 cuando una gran cantidad de turistas protestaron al no poder conseguir boletas y quedarse por fuera del evento. Después de evaluar las alternativas para ampliar la capacidad del recinto, se decidió crear el  Festival de la Plaza con un escenario al aire libre en el parque de la población y donde se reúnen aproximadamente 10.000 personas por noche durante el evento. en ella no sólo se han presentado artistas del concurso, sino invitados especiales como Jorge Velosa, La Orquesta Sinfónica Departamental del Valle del Cauca, La Orquesta Colombiana de Instrumentos Andinos y otras agrupaciones colombianas.
En el año 2003 el Congreso de Colombia lo declaró Patrimonio Cultural de la Nación, mediante el Decreto Ley 839 de 2003. Lo cual trajo recursos del Ministerio de Cultura para su promoción y manutención, así como su propio escenario, el "Gran Parque de la Música", inaugurado en el año 2009. Esta obra se constituye en el primer escenario para conciertos al aire libre en el suroccidente colombiano, comparable con el "Parque de la Leyenda Vallenata" de Valledupar, donde se realiza el festival Vallenato.

## Desarrollo

### Concurso de música andina colombiana
Desde 1997, y tras analizar que la mayoría de grupos instrumentales clasificaban a la noche final, la Junta Directiva decidió separar el Mono Núñez en dos concursos paralelos: El Gran Premio Mono Núñez vocal y el Gran Premio Mono Núñez instrumental, con doce artistas concursantes en cada modalidad, clasificando para la final cuatro vocales y cuatro instrumentales; igualmente se decidió eliminar el criterio de cuotas por regiones, clasificándolos según el criterio del jurado por audiciones grabadas. Los artistas se presentan en tres noches eliminatorias: jueves, viernes y sábado, siendo la final el domingo.
Solo una vez, en el año 2000 el concurso se realizó en tres días, ante la poca asistencia del público el primer día del evento. Sin embargo quienes vinieron de departamento lejanos reclamaron el día suprimido, por lo cual al año siguiente se retomó el formato de cuatro días y se amplió el número de clasificados a 14 por modalidad.

### Concurso de obra inédita
Se estableció la categoría de obra inédita en cada modalidad, con el fin de estimular la creatividad de autores y compositores. Se clasifican cuatro obras vocales y cuatro instrumentales, presentándose en la noche final las dos obras ganadoras.

### Festival de la plaza
Desarrollado en el parque principal, en el escenario al aire libre confluyen aproximadamente 10.000 personas para escuchar los artistas concursantes, ganadores de ediciones pasadas e invitados especiales.

### Encuentro de expresiones autóctonas
Espacio creado para la presencia de artistas empíricos y tradicionales, donde se presentan grupos de campesinos, afrodescendientes e indígenas que interpretan música transmitida por generaciones. Durante el encuentro se realizan talleres donde se comparten experiencias, que en muchos de los casos comprenden inclusive la fabricación de sus propios instrumentos.

### Conciertos dialogados
Tertulia musical que permite la comunicación entre el público y los artistas, compartiendo los procesos de composición y la historia musical de la región andina. Inicialmente eran espacios cerrados y muy pequeños, pero ante su acogida se han trasladado a escenarios más grandes y fue necesaria la amplificación de sonido, aunque preserva su esencia del contacto directo entre artistas y público.

### Encuentro Mateo Ibarra Conde
Es uno de los espacios en Colombia donde se reúnen los niños intérpretes de música andina Colombiana provenientes de todas las regiones del país.

### Ganadores Gran Premio Mono Núñez
| Edición | Ganador                           |
| ------- | --------------------------------- |
| 1978    | Roberto Gómez                     |
| 1979    | Fantasía Colombiana               |
| 1980    | Trío Joyel                        |
| 1982    | Trío Lisandro Varela              |
| 1983    | Tardes Colombianas                |
| 1984    | Juventud Caucana                  |
| 1986    | Pierrot                           |
| 1987    | Conjunto de Cuerda Nogal          |
| 1988    | Luis Enrique Parra                |
| 1991    | Cuatro Palos                      |
| 1992    | Armónico                          |
| 1993    | Jaime Uribe Espitia               |
| 1994    | Cuarteto Olarte                   |
| 1995    | Grupo Dama-Wha                    |
| 1996    | Saxeto                            |
| 1997    | Opus II                           |
| 1998    | Trio Cristal                      |
| 1999    | Guafa Trío                        |
| 2000    | Juan Domingo Córdoba              |
| 2001    | Delta Trío                        |
| 2002    | Conjunto Instrumental Ébano       |
| 2003    | Conjunto Instrumental Camaradería |
| 2004    | Plectro Trío                      |
| 2005    | Estudiantina Boyacá               |
| 2006    | El Barbero del Socorro            |
| 2007    | Ensamble Tríptico                 |
| 2008    | Cinco más Uno                     |
| 2009    | Carlos Andrés Quintero B.         |
| 2010    | Juglares                          |
| 2011    | Trío de Ida y Vuelta              |
| 2012    | Ensamble Cruzao                   |
| 2013    | Trío Instrumental Macaregua       |
| 2014    | Cuarteto instrumental Quijotadas  |
| 2015    | Sinapsis Ensamble                 |
| 2016    | Amaretto Ensamble                 |
| 2017    | Sankofa Trío                      |
| 2018    | Cuarteto de Saxofones 4V          |
| 2019    | Carlos Augusto Vásquez            |
| 2020    | Francisco “Pacho” Rivera          |
| 2021    | Trío Juventud                     |
| 2022    | Ciprés Trío                       |
| 2023    | Ensamble Sincopa2                 |
| 2024    | Trío Plenilunio                   |
| 2025    | Los Principes                     |

## Actividades complementarias
Desde su creación pasó de ser sólo un concurso de música andina para convertirse en un Festival donde confluyen otras actividades como el  Festival gastronómico y las Exposiciones de Instrumentos Musicales. Con el aumento de la popularidad del Festival, se amplió la oferta de restaurantes así como de micro empresas de artesanías en el municipio.